# Уэйт, Памела
Паме́ла Уэ́йт (англ. Pamela Weight) — фигуристка из Великобритании, чемпионка мира 1956 года, чемпионка Европы 1956, чемпионка Великобритании 1956 года в танцах на льду. Выступала в паре с Полом Томасом.

## Спортивные достижения
(с  Полом Томасом)
| Соревнования/Сезоны       | 1955 | 1956 |
| ------------------------- | ---- | ---- |
| Чемпионаты мира           | 2    | 1    |
| Чемпионаты Европы         | 2    | 1    |
| Чемпионаты Великобритании |      | 1    |